# Advokater utan gränser
Advokater utan gränser är en svensk ideell  förening ansluten till Avocats Sans Frontières (ASF).  Sedan starten 1998 organiserar föreningen jurister som på olika sätt arbetar internationellt för att de mänskliga rättigheterna skall efterlevas. År 2022 hade föreningen ett hundratal medlemmar.